# Herzogsburg Dingolfing

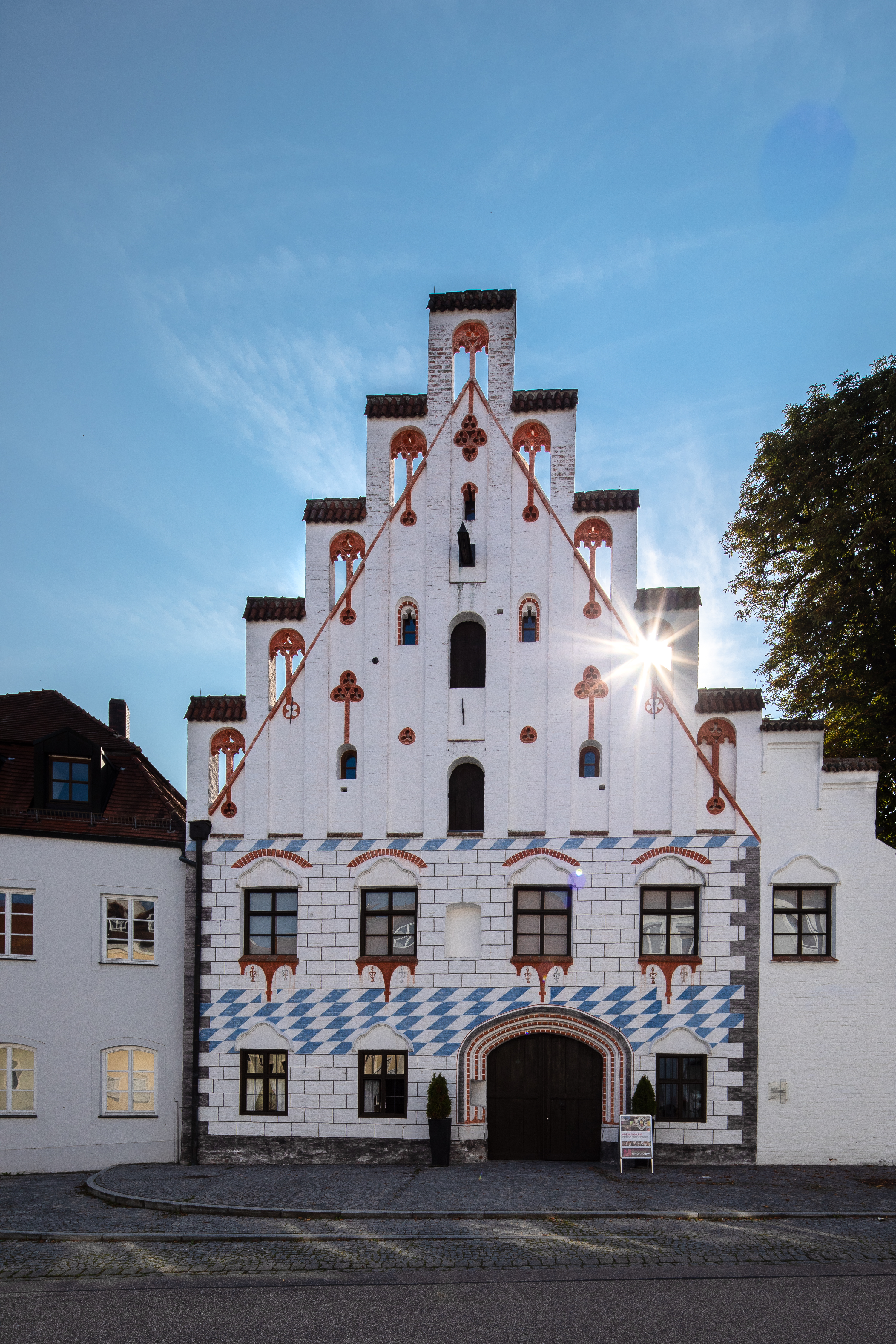
Herzogsburg Dingolfing (2020)

Die sog. Herzogsburg Dingolfing liegt in der niederbayerischen Kreisstadt Dingolfing im Landkreis Dingolfing-Landau. Das denkmalgeschützte Gebäude ist als Baudenkmal unter der Aktennummer D-2-79-112-58 eingetragen; ebenso ist hier ein Bodendenkmal mit der Aktennummer D-2-7340-0282 und der Beschreibung „untertägige mittelalterliche und frühneuzeitliche Befunde und Funde im Bereich der historischen Unterstadt von Dingolfing“ angegeben.

## Beschreibung
Die Herzogsburg ist ein zweigeschossiger spätgotischer und rechteckiger Backsteinbau mit einem Treppengiebel und Zierzinnen; die Gestaltung weist Anklänge an die holländische Backsteingotik auf, die auf Herzog Johann III. von Straubing-Holland zurückgeht, zu dessen Herrschaftsbereich auch Dingolfing gehörte. Die Hauptfassade mit frei gestalteter historisierender Malerei stammt aus den 90er Jahren des 20. Jahrhunderts. Im Jahr 1483 wurde eine Kapelle angebaut. Im oberen Stock war „des gnädigen Herrn Stube“. Zu dem Anwesen gehört ein ummauerter Hofbereich, der durch ein Tor mit Torbogen zugänglich ist.
Angebaut an die Herzogsburg ist der ehemalige Pfleghof, ein zweigeschossiger Mansardwalmdachbau aus der Mitte des 18. Jahrhunderts, in dem heute eine archäologische Sammlung untergebracht ist. Hinter der Herzogsburg liegt ein langgestrecktes Gebäude, der frühere Getreidekasten, der 1477/78 als Teil der Stadtmauer errichtet wurde. Im Parterre befanden sich ein Kornspeicher und der Marstall für Wägen und Kutschen. Durch das Obergeschoss verlief ein Wehrgang auf einer hölzernen Galerie; Schießscharten sind heute noch erkennbar. Er wurde 1892 in ein Schulhaus umgebaut und diente bis 2000 als Schule. Seit 2008 beherbergt das Haus das Museum Dingolfing.

## Geschichte
In Dingolfing plante Herzog Otto II. 1251 eine Burg und eine entsprechende Stadtbefestigung auf dem Hochufer über der Altsiedlung zu errichten, mit der er seine Ansprüche gegenüber dem Regensburger Bischof geltend machen wollte, der die Unterstadt von Dingolfing in seinem Besitz hatte. Im Zuge dieser Auseinandersetzungen wurde die Burg Teisbach zerstört und 1265 verzichtete der Bischof auf seine Ansprüche in der Unterstadt. Aufgrund der einsetzenden Bayerischen Landesteilungen kam es aber nicht zu einem Burgenbau. Aber 1274 wurde Dingolfing das Stadtrecht verliehen und Dingolfing wurde Sitz eines Verwaltungsbeamten, eines Pflegers, Landrichters oder Kastners, der für die Verwaltung der herzoglichen Güter verantwortlich war. Da Dingolfing von den bayerischen Herzögen und ab 1353 auch von dem Vitztum von Straubing häufig besucht wurde, baute man den Kastenhof zu einem repräsentativen Gebäude aus. Ab 1421 liegen Aufzeichnungen über diese Besuche vor, wobei die erhaltenen Rechnungen Einblick geben, mit welchem Aufwand diese Persönlichkeiten bewirtet wurden. 1436 fiel Dingolfing an die Landshuter Linie der Wittelsbacher und wurde von Landshut aus regiert. In dieser Zeit erhielt der Kastenhof seine gegenwärtige Form mit einem reich verzierten spätgotischen Treppengiebel. In dieser herrschaftlichen Absteige logierte 1475 auch Kaiser Friedrich III. auf dem Rückweg von der Landshuter Hochzeit zu seiner Residenz in Linz. 1485/86 wurde die Mauer um die Oberstadt mit 15 Wehrtürmen vervollkommnet.
Nach dem Landshuter Erbfolgekrieg wurden die bayerischen  Teilländer unter dem Herzogtum Bayern-München vereinigt und Dingolfing verlor seine Bedeutung als Herzogsherberge. Unter Maximilian I. ging der Kastenhof 1603 in private Hände über und wechselte danach häufig seine Besitzer. Im Österreichischen Erbfolgekrieg wurde Dingolfing durch durchziehende österreichische und französische Truppe geschädigt und das Gebäude 1743 in Brand gesetzt, danach aber wieder aufgebaut. Die romantisierende Bezeichnung „Herzogsburg“ für den Herzogskasten kam erst im 19. Jahrhundert auf.
1956 konnte die Stadt den Kastenhof erwerben und nach aufwändigen Renovierungsarbeiten ein Museum einrichten. Dabei wurde so weit als möglich der Originalzustand der Räume wieder hergestellt. 1996 wurde das Gebäude nochmals renoviert und für das 1999 eröffnete Heimatmuseum von Dingolfing ein neues Konzept erarbeitet; auch beherbergt der Kastenhof ein historisch beachtenswertes Trauzimmer für standesamtliche Hochzeiten.